# Cantó de Poitiers-7
El cantó de Poitiers-7 és un cantó francès del departament de la Viena, situat al districte de Poitiers. Té 2 municipis i part del de Poitiers.

## Municipis
- Chasseneuil-du-Poitou
- Montamisé
- Poitiers (part)

## Història
| Data d'elecció                           | Identitat            | Partit | Qualitat |
| ---------------------------------------- | -------------------- | ------ | -------- |
| 1982-2008                                | Alain Claeys         | PS     |          |
| 2008-                                    | Jean-Daniel Blusseau | PS     |          |
| les dades anteriors no són pas conegudes |                      |        |          |
|                                          |                      |        |          |